# بالسورانو
بالسورانو (بالإيطالية: Balsorano)‏ هي بلدية في مقاطعة لاكويلا في إقليم أبروتسو الإيطالي.

## السكان
في سنة 1861 بلغ عدد السكان 2٬870 نسمة، وتطور العدد ليصل في سنة 2011 لـ 3٬655 نسمة.
يظهر هذا المخطط البياني تطور النمو السكاني لـ بالسورانو